# 泉川町 (栃木市)
泉川町（いずみがわまち）は、栃木県栃木市の地名。郵便番号は328-0062。
　

## 地理
皆川地区東部に位置し、東は箱森町、西は大皆川町・岩出町、南は薗部町、北は新井町と接している。

### 河川
- 永野川

## 世帯数と人口
2017年（平成29年）8月31日現在の世帯数と人口は以下の通りである。
| 町丁   | 世帯数  | 人口  |
| ------ | ------- | ----- |
| 泉川町 | 250世帯 | 561人 |

## 施設
公共
- 永野川緑地公園

商業
- セブンイレブン栃木泉川町店

寺院
- 泉光院

その他
- 滝沢ハム本社
  - 泉川工場

## 交通

### 道路
主要地方道
- 栃木県道75号栃木佐野線（皆川街道）

## 小・中学校の学区
市立小・中学校に通う場合、学区は以下の通りとなる。
| 番地 | 小学校                 | 中学校             |
| ---- | ---------------------- | ------------------ |
| 全域 | 栃木市立皆川城東小学校 | 栃木市立皆川中学校 |